# خوان کاسکو
خوان کاسکو (انگلیسی: Juan Casco؛ زادهٔ ۱۲ ژوئیهٔ ۱۹۴۵) بازیکن سابق فوتبال اهل پاراگوئه است که در پست هافبک به زمین می‌رفت، او عمدتاً در اسپانیا بازی می‌کرد. پنج فصل را در لالیگا با الچه گذراند و ۲۵ گل در ۹۷ بازی رسمی برای این باشگاه به ثمر رساند.
وی همچنین در تیم ملی فوتبال پاراگوئه بازی کرده‌است.